# Domícia Paulina
Domícia Paulina (en llatí Domitia Paulina) era una dama romana que venia d'una família procedent de Gades, a Hispània, on ella havia nascut.
Es va casar amb Publi Eli Hadrià Àfer, que era cosí de l'emperador Trajà. Va tenir dos fills, Èlia Domícia Paulina i el que seria el futur emperador Hadrià.